# Estepa y semidesierto del Altái
La ecorregión de la estepa y semidesierto del Altái (WWF ID: PA0802) como su mismo nombre indica, se encuentra en una zona de transición entre la estepa y el semidesierto en la zona del macizo de Altái en Kazajistán, albergando pastos y escasos matorrales. La zona está relativamente poco explotada representada principalmente por el pastoreo nómada de ganado. Hay algunos lagos poco profundos en depresiones utilizadas por aves migratorias.

## Localización
La ecorregión está situada entre la estepa al sur (la ecorregión de la estepa del valle del Emin) y los bosques de coníferas al norte (la ecorregión del bosque montano y estepario del Altái). Al oeste está la ecorregión semidesértica de Kazajistán y al este el semidesierto de la cuenca Junggar y el lago Zaysan. El río Irtish corre a lo largo del noreste de la ecorregión y las montañas Tarbagatai a lo largo del sur. Una pequeña porción de la ecorregión llega hasta China.

## Clima
El clima de la ecorregión es clima continental húmedo, con un verano cálido (clasificación climática de Köppen (Dfb). Este clima se caracteriza por grandes diferencias estacionales de temperatura y un verano cálido (al menos cuatro meses con un promedio de más de 10 °C (50,0 °F), pero ningún mes con un promedio de más de 22 °C (71,6 °F).

## Flora y fauna
La cobertura del suelo está formada por pastizales, arbustos y roca desnuda. El uso de la tierra para el pastoreo del ganado está ejerciendo presión sobre la vida silvestre. La cresta de Manrak, en el sureste de la región, es una zona importante para las aves migratorias, con 121 especies identificadas.